# Berggrasland, bosland en bos van de Drakensbergen
Het Berggrasland, bosland en bos van de Drakensbergen is een WWF-ecoregio in het zuidoosten van Zuid-Afrika, het centrale deel van Lesotho en het westen van Swaziland.
Deze ecoregio omspant de middelbare hoogten (tussen 1800 en 2500 meter) van de Drakensbergen vanuit delen van de provincie Oost-Kaap, door KwaZoeloe-Natal en Mpumalanga tot in Limpopo waar een aantal geïsoleerde stukken grasland gevonden worden op Soutpansberg en Blouberg.
De regenval varieert van 450 mm per jaar in het zuidwesten tot meer dan 1.100 mm per jaar in het noordoosten. Op grotere hoogten kan dat zelfs oplopen tot 1.900 mm per jaar. De neerslag valt in de zomer. 's Winters kan het koud zijn, zelfs strenge vorst is mogelijk, maar sneeuw is zeldzaam. Temperaturen bereiken waarden tussen –13 °C tot +40 °C met een gemiddelde van 15 °C.
Typerende plantensoorten zijn de grassen: Monocymbium ceresiiforme, Diheteropogon filifolius, Sporobolus centrifugus, Harpochloa falx, Rendia altera, Cymbopogon dieterlenii en Eulalia villosa
Kruidplanten als Helichrysum cerastioides, H. oreophilium, H. spiralepis, Rhus discolor, Selago galpinii, Clutia monticola en Sebaea dedoides zijn ook talrijk.
Er is ook bosland, vooral van Podocarpus spp. en Widdringtonia spp.
Er is een hoge mate van endemie, tot zo'n 30% van de aangetroffen soorten. Enige endemische soorten:
- Gladiolus saundersii
- Disa fragrans
- Disperis wealei

En in Lesotho:
- Glumicalyx lesuticus
- Dianthus basuticus var. basuticus

## Fauna
Er is een opvallende mate van endemie onder de reptielen en er zijn 24 soorten die alleen hier voorkomen. Er worden nog steeds nieuwe endemische soorten gevonden, waaronder zes soorten dwergkameleons van het geslacht Bradypodion die nog niet goed beschreven zijn. In het noorden leefde ooit Tetradactylus eastwoodae maar na de beschrijving ervan in 1913 is deze soort niet weer gezien en de soort is waarschijnlijk uitgestorven.
Onder Tetrapoda is de endemie duidelijk minder. Er is slechts één endemische kikvors Breviceps sylvestris en twee zoogdieren  Myosorex tenuis en Ambloysomus gunningi.
Wel kent de regio grote aantallen grote hoefdieren waaronder de witstaartgnoe en de oribi.
De bekendste natuurparken in deze ecoregio zijn Hluhluwe-Imfolozipark en Giant’s Castle Reserve.

## Galerij

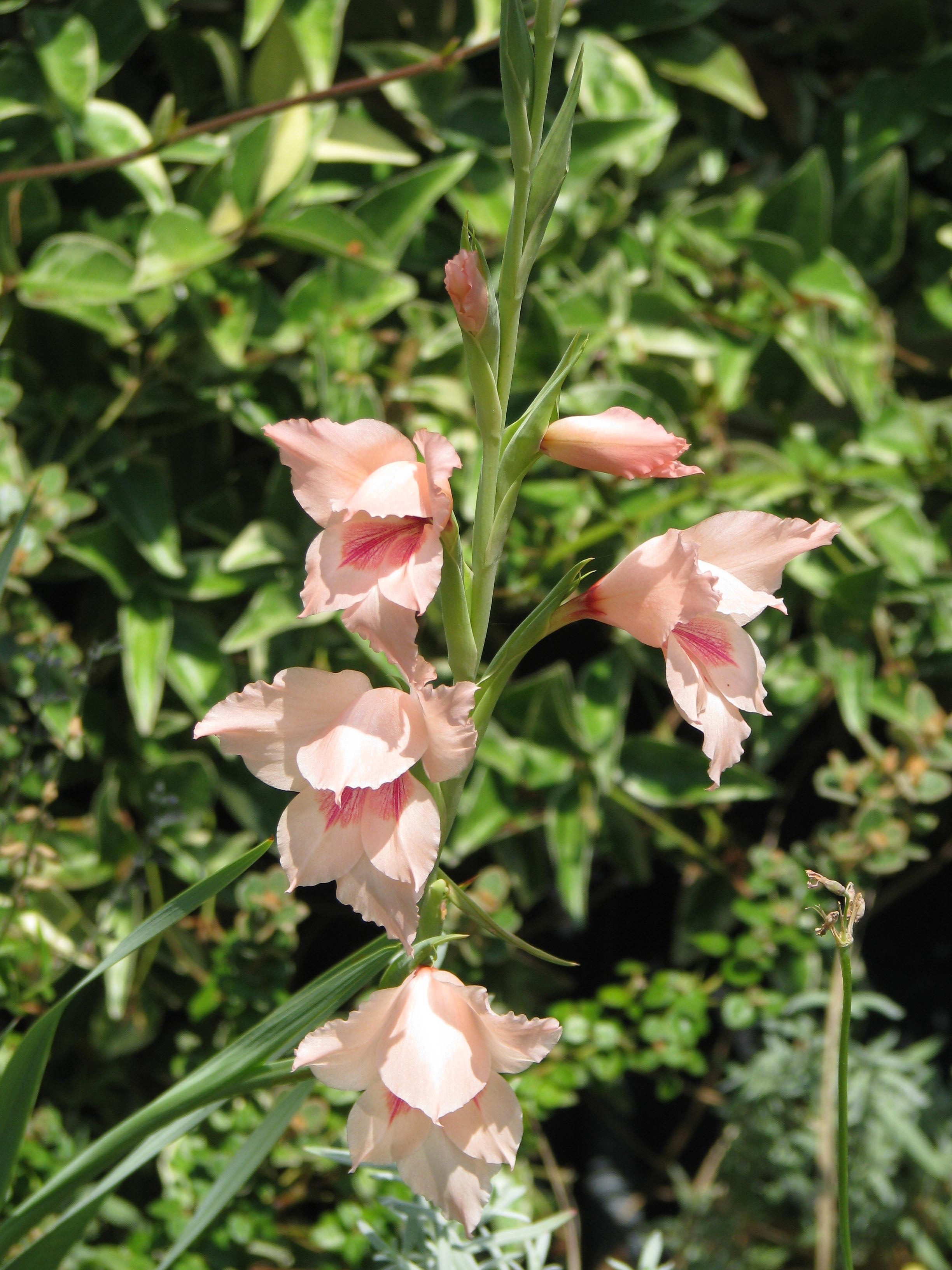
Gladiolus saundersii
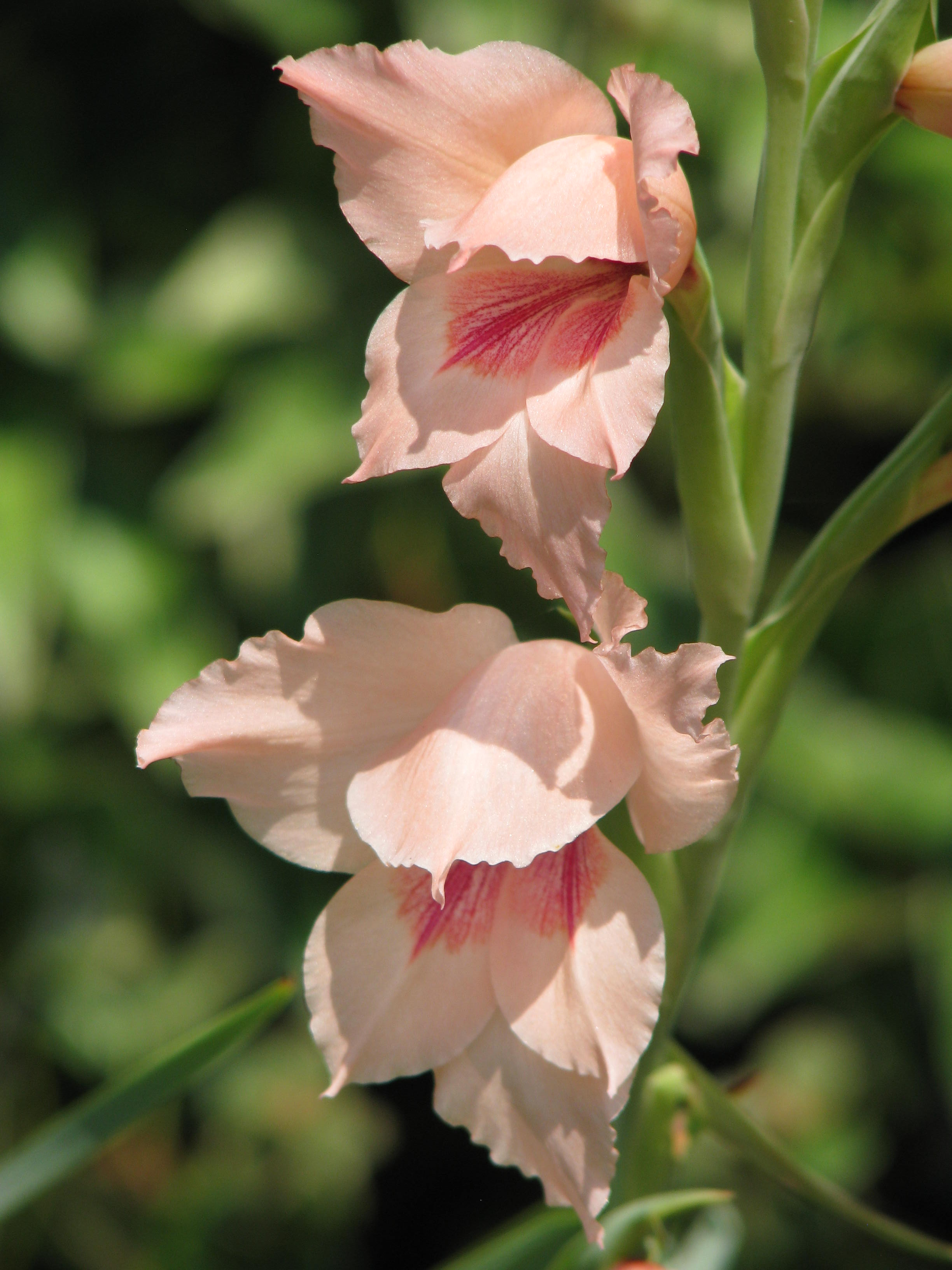
Gladiolus saundersii

AT0115 Bergwouden · 
AT0116 Kustbossen · 
AT0119 Maputaland · 
AT0708 Kalahari bosland · 
AT0717 Bosveld · 
AT0725 Mopanebosland · 
AT1003 Hoge Drakensbergen · 
AT1004 Lage Drakensbergen

AT1009 Hogeveld · 
AT1012 Pondoland · 
AN1104 Marioneiland · 
AT1201 Zuurveld · 
AT1202 Laag fynbos · 
AT1203 Hoog fynbos · 
AT1309 Kalahari droge savanne · 
AT1314 Nama-Karoo · 
AT1322 Succulenten-Karoo · 
AT1405 Mangrovebossen